# Miroševce
Miroševce (en serbe cyrillique : Мирошевце) est un village de Serbie situé sur le territoire de la Ville de Leskovac, district de Jablanica. Au recensement de 2011, il comptait 894 habitants.

## Géographie
Miroševce est situé sur les bords de la Veternica, un affluent gauche de la Južna Morava.

## Démographie

### Évolution de la population
| 1948  | 1953  | 1961  | 1971  | 1981  | 1991  | 2002  | 2011 |
| ----- | ----- | ----- | ----- | ----- | ----- | ----- | ---- |
| 1 021 | 1 061 | 1 121 | 1 150 | 1 140 | 1 126 | 1 053 | 894  |

|  |